# Sottovento!
Sottovento! è un film del 2001 diretto da Stefano Vicario.
È uscito nelle sale cinematografiche italiane il 15 giugno 2001. È la prima regia cinematografica per il regista televisivo Stefano Vicario.

## Trama
Per curare sette ragazzi, affetti da problemi psicologici di varia natura, un ricco professore pensa di assegnare loro una terapia d'urto molto particolare. Per un'estate saranno l'equipaggio di una barca a vela che sarà impegnata a coprire una serie di tappe ben precise, quasi si tratti di una regata competitiva.
A guidarli viene chiamato Paolo, uno skipper espertissimo che però anni addietro è stato segnato dalla tragica morte del fratello e da quel momento ha perso l'autostima e anche la sua bellissima barca. Il professore, conoscendo bene la sua storia, recupera proprio quella barca, gliela affida ed offre a patto che si porti a compimento il suo piano. Di fronte alla prospettiva di riavere il suo "Capricorn", Paolo non può non accettare, pur consapevole che la proposta nasconde difficoltà notevoli. Ed infatti le difficoltà emergono presto e suggeriscono al cinico Paolo delle scorciatoie. Ma il professore, che ha suo nipote tra i ragazzi, per tutelarsi invia sulla barca Francesca, un giovane avvocato con esperienze nautiche alle spalle.
La convivenza forzata e il fiato sul collo inizialmente creano problemi sia allo skipper sia ai ragazzi, ma col tempo la necessità di fare quadrato di fronte ai tanti problemi da affrontare fa sì che si instaurino rapporti umani profondi capaci di far superare tutte le incomprensioni. Così alla fine Paolo ritrova fiducia in se stesso grazie anche all'amore di Francesca, mentre i ragazzi, che sembravano schiavi dei loro complessi, dopo quest'esperienza sono maturati al punto da poter affrontare i loro problemi consapevoli di poterli superare con le proprie forze.

## Location
Ponza, Procida, Ischia, Roma